# Барашёвская слобода
Барашёвская слобода́ — историческое поселение, которое находилось на территории современной Москвы.

## История
Поселение располагалось в восточной части Земляного города рядом с Покровскими воротами Белого города. Было основано в XVI веке. Топоним происходит от так называемых «барашей» — царских шатерничих, которые занимались установкой шатров в походах, они же и населяли слободу.
Например, в одной грамоте 1615 года, отправленной в Пермь, в которой поручалось найти и доставить в Москву сбежавших из разорённого города после польско-литовского вторжения тяглецов Барашёвской слободы, упоминалось о барашах: «…служат они нашу шатёрную службу в наших походах».
До прихода барашей в этих местах располагалась Ильинская слободка, которую царь Иван III выменял у Спасо-Андроньева монастыря, где стояла Ильинская, «что под Сосенками», церковь, в дальнейшем — Введения в Барашах. Рядом с ней сохранилась также церковь Воскресения в Барашах.
В 1638 году в Барашёвской слободе было 69 дворов. К 1679 году она увеличилась почти втрое — до 183 дворов, позже, в начале XVIII века, начался её упадок.
Название Барашёвской слободы сохранилось также в наименовании Барашёвского переулка.